# Liste von Stützpunkten der Royal Air Force
Die Liste enthält aktive Stützpunkte der britischen Royal Air Force (RAF). Einige Stützpunkte werden nur noch von der British Army und Royal Navy genutzt, weitere sind an die US Air Force vermietet. Diese sind hier nicht aufgeführt.

## Kampfflugzeuge
Die schnellen Jets unterstehen der 1 Group:
- RAF Coningsby – Typhoon T1A/F2/T3/FGR4 (3(F), 11(F), 12, 29(R) und 41(R) Squadron)
- RAF Leeming – Hawk T1A (100 Squadron)
- RAF Lossiemouth – Typhoon T1A/F2/T3/FGR4 (1(F), 2(AC), 6 und 9(B) Squadron)
- RAF Marham – F-35B Lightning II (617 Squadron)

## Aufklärungsflugzeuge
Die Flugzeuge für elektronische Kampfführung, Luftraumüberwachung und Bodeneinsatzleitung unterstehen der 2 Group:
- RAF Waddington – E-3D Sentry AEW1, RC-135V/W Airseeker[1], Sentinel R1, Shadow R1 (5(AC), 8, 14, 39, 51 und 54(R) Squadron)

## Transportflugzeuge
Die Transportflieger und Tanker unterstehen ebenfalls der 2 Group:
- RAF Brize Norton – Atlas C1, Voyager KC2/KC3, Hercules C4/C5, C-17 Globemaster III (10, 24, 30, 47, 70, 99, 101 und 206(R) Squadron)

## Transporthubschrauber
Die Transporthubschrauber unterstehen dem Joint Aviation Command bzw. den British Forces Brunei
- RAF Benson – Puma HC2, Chinook HC4 (28 und 33 Squadron)
- RAF Odiham – Chinook HC2/HC3/HC4/HC6 (7, 18 und 27 Squadron)
- Medicina Lines (Brunei) – Puma HC2 (230 Squadron)

## Trainingsflugzeuge und Hubschrauber
Die RAF-Schulungsverbände unterstehen der 22 Group, teilweise gibt es jedoch gemeinsame Einrichtungen aller drei Teilstreitkräfte:
- RAF Barkston Heath – Firefly
- RAF Brampton Wyton Henlow – Tutor (57(R) Squadron)
- RAF Benson – Tutor
- RAF Church Fenton – Tutor (85(R) Squadron)
- RAF Cranwell – King Air B200, Tutor (16(R), 45(R), 55(R) und 115(R) Squadron)
- RAF Linton-on-Ouse – Tutor, Tucano T1 (72(R) und 76(R) Squadron)
- RAF Scampton – The Red Arrows (Hawk T1)
- RAF Shawbury – Juno HT1, Jupiter HT1 (60(R) Squadron)
- RAF Valley – Hawk T2 (4(R), 25(R) Squadron), Jupiter HT1 (202 (R) Squadron)
- RAF Wittering – Vigilant-Motorsegler

## Sonstige
- RAF Boulmer – kein Flugplatz mehr, Einsatzzentrale der Luftverteidigung
- RAF Coningsby – Battle of Britain Memorial Flight (Spitfire, Hurricane, Lancaster)
- RAF Honington – kein Flugplatz mehr, u. a. Hauptstandort des RAF Regiments
- RAF Lympne – kein Flugplatz mehr, einer der ältesten Stützpunkte der RAF
- RAF Northolt – BAE 146 CC2/C3, Agusta 109 (32(The Royal) Squadron, ehemalig Queens Flight)

## Permanente Stützpunkte außerhalb Großbritanniens
- RAF Akrotiri (Zypern), Griffin HAR2 (84 Squadron)
- Creech Air Force Base (Nevada), MQ-9 Reaper (39 .Squadron) – Bodenstation, Drohnen selbst fliegen in Afghanistan, ab 2012 wurde RAF Waddington Heimat der 13. Squadron
- RAF Ascension (Ascension)
- Diego Garcia (Britisches Territorium im Indischen Ozean)
- RAF Gibraltar (Gibraltar)
- RAF Mount Pleasant (Falklandinseln), Voyager/Hercules, Typhoon, Chinook (1312, 1435, 1564 Flights)

## Zivile Flughäfen mit Abteilungen der RAF
- Calgary (Kanada)
- Edmonton (Kanada)
- Hannover (Deutschland)

## Historisch
- RAF Great Ashfield

## Legende
Die Buchstaben nach den Staffelnummern sind Abkürzungen mit den folgenden Bedeutungen:
F = Fighter, AC = Army Cooperation, R = Reserve – letztere je nach Auftrag Trainings- oder Test- bzw. Evaluierungsstaffel.
Stand 1. April 2009